# Bandera de Chone
La bandera de la ciudad de Chone y del Cantón Chone es conocida como el Pabellón Chonero, la Capa del Chuno, la Aurora del 5 de mayo o Tricolor Chonana es un emblema rectangular esquemático conformado por dos colores primarios y un neutral. En su espacio cuadrangular blanco menos proporcionado que en la zona superior amarilla y la inferior roja las nueve estrellas que representan las parroquias urbanas y rurales del Cantón. Dichas estrellas estas se distinguen a su vez por la coloración de cada una; es decir en la franja superior derecha (zona blanca) se ubica la simbología astral de cada división político-administrativa del Cantón. 

## Significado
Las dos primeras estrellas de color roja representan a las Parroquias urbanas de Chone y Santa Rita, que geográficamente forman un solo cuerpo urbano del territorio asignado. El resto de estrellas azules simbolizan las demás parroquias rurales que conforman la situación geopolítica del Cantón; estas son Boyacá, Canuto, Convento, Chibunga, Eloy Alfaro, Ricaurte y San Antonio. Se debe tomar en cuenta que a lado de las dos estrellas urbanas también se ubican dos rurales, y en la fila de abajo se ubica las cuatro estrellas restantes; pero ubicando en el lado oriental de la franja cuadrangular o en medio de las dos filas por el lado izquierdo, otra estrella más para ubicar las nueve que conforman la división del Cantón. Los múltiples significados e interpretaciones del estandarte chonero se resumen de la siguiente manera:
- El color amarillo da a entender el vasto potencial agrícola que siempre caracterizó a Chone desde su inicio como cantón manabita y especialmente durante el Auge o Boom Cacaotero de finales del siglo XIX, cuando la fructífera producción de cacao fino de aroma hizo en Chone una época dorada de abundancia y sustento económico.

- El color rojo se refiere a las hazañas heroicas del pueblo de Chone a lo largo de su existencia y vida cantonal, es decir que podemos interpretar el significado de este color con cualquiera de las gestas o sublevaciones revolucionarias que dieron victoria a la trayectoria de los choneros antes o después de la Revolución Liberal. Esto siempre y cuando se refiera a la maniobra de algún chonero o chonera en aspectos positivos y beneficioso para el país y el Cantón. Se atribuye solemnemente el significado de este color a la histórica proclama liberal del 5 de mayo de 1895, donde se reconoce a primeras instancias al General Don Eloy Alfaro Delgado único Presidente Constitucional de Ecuador.

- El color blanco que ha resultado ser la coloración más sublime y noble en la Bandera de Chone, encierra la incógnita de convivencia mutua, la búsqueda de la paz y de la razón, el encuentro con la justicia, equidad y el orden, la pureza del terreno fértil y productivo de Chone, el don de servicio y apoyo de sus habitantes, además de atribuirle un significado de la religiosidad del pueblo de Chone; donde la mayoría de la población es sumamente católica, en alusión al plumaje blanco de la paloma que representa al Espíritu Santo.